# Webspinnen

Innere Anatomie einer Webspinne. Blick auf die Sagittalebene einer Spinne; Vorderleib Prosoma und Hinterleib Opisthosoma als größere morphologische Gliederungen

Die Webspinnen (Araneae) sind die bekannteste Ordnung der Spinnentiere (Arachnida), einer Klasse der Gliederfüßer (Arthropoda). Sie teilen sich weiter in Gliederspinnen (Mesothelae), Vogelspinnenartige (Mygalomorphae) und Echte Webspinnen (Araneomorphae) auf. Die Webspinnen bilden nach den Milben (Acari) die artenreichste Ordnung der Spinnentiere.
Der World Spider Catalog verzeichnete für die Ordnung 131 Familien mit 4417 Gattungen und 52.637 Arten (Stand: 1. Januar 2025).
In Deutschland wurden rund 1.000 Webspinnenarten nachgewiesen.

## Bau der Webspinnen

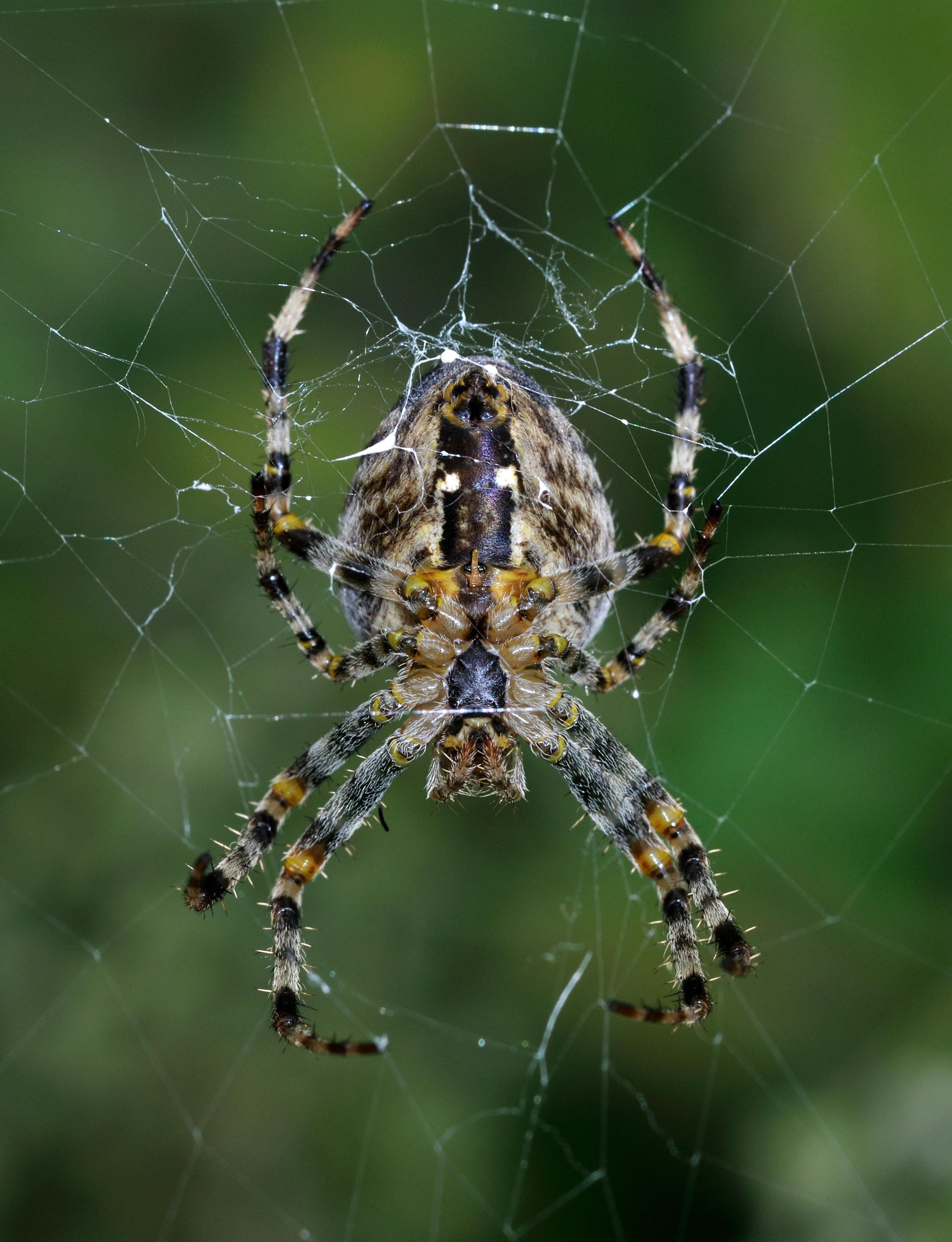
Unterseite einer Gartenkreuzspinne

Schematische Darstellung von Unterseite und Kopf einer weiblichen, ecribellaten Spinne aus der Ordnung der Entelegynae.

Webspinnen haben, wie alle Spinnentiere, acht Beine (also 4 Laufbeinpaare) – im Unterschied zu den Insekten (Insecta), die nur sechs Beine haben. Kopf und Brust sind bei ihnen zu einem Stück, dem sogenannten Prosoma (Cephalothorax) verschmolzen. Darauf folgt der ungegliederte, gestielte und meist deutlich größere Hinterleib, das Opisthosoma.
Die vorderen Gliedmaßen des Kopfes, die großen Kieferklauen (Cheliceren), dienen zum Ergreifen der Beutetiere. Sie enden mit einer Klaue, die sich wie die Klinge eines Taschenmessers einklappen lässt. In ihrer Spitze mündet der Ausführungsgang einer Giftdrüse. Das Gift fließt in die durch die Klaue geschlagene Wunde und tötet oder betäubt kleinere Beutetiere fast augenblicklich. Als zweite Kopfextremität folgen die Kiefertaster (Pedipalpen). Hierbei handelt es sich um sechsgliedrige Taster von der Form eines verkürzten Beins; beim Männchen in vielen Gruppen mit aufgetriebenem, als Begattungsorgan dienendem Endglied (Bulbus).
Es folgen am Prosoma vier Paar Laufbeine. Die Beine bestehen aus je sieben Gliedern (zur Benennung der Glieder siehe Gliedmaßen) und sind zusammen mit den Trichobothrien (Becherhaaren) ein wichtiges Sinnesorgan. Die bei den einzelnen Gattungen unterschiedlich langen und verschieden ausgeprägten Beinpaare enden bei vielen netzbauenden Webspinnen mit zwei kammartig gezahnten Klauen (Tarsalklauen) und einer Mittelklaue am Tarsus, durch die der Faden meist mit den hinteren Beinen geführt wird. „Modernen“ Laufspinnen (Dionycha) fehlt diese Mittelklaue. An ihre Stelle treten etwa bei den Springspinnen Scopulahaare in Büscheln, die durch Adhäsionskräfte selbst auf senkrechten Glasscheiben den Beinen sicheren Halt für einen katapultartigen Absprung geben.
Der Hinterleib ist durch einen dünnen Stiel (Petiolus, gebildet aus dem ersten Hinterleibssegment) mit dem Prosoma verbunden. Er trägt keine Beine. An der Bauchseite des Opisthosomas liegt die Geschlechtsöffnung, und seitlich von dieser befinden sich die beiden Stigmen (Spaltöffnungen) der als Atmungsorgane dienenden Buchlungen, ein zweites Stigmenpaar führt entweder, bei Vogelspinnenartigen und anderen anatomisch ursprünglichen Webspinnen zu einem zweiten Paar Buchlungen, bei den meisten Webspinnen zu einem röhrenförmigen Tracheensystem (in einigen Familien ist eines, oder beide Paare modifiziert, manchmal ganz zurückgebildet). Den After umgeben am Ende des Hinterleibs vier oder sechs Spinnwarzen, aus denen die Absonderungen der Spinndrüsen hervortreten. Letztere sind birnenförmige, zylindrische oder gelappte Schläuche.
Ihr proteinhaltiges Sekret gelangt durch Hunderte feiner Röhrchen nach außen, an der Luft erhärtet es schnell zu einem Spinnfaden oder vielen.
Mit den Fußklauen, wenn vorhanden, dem Calamistrum (einem Borstenkamm) und manchmal mit den Spinnspulen werden diese zu einem Netz oder Gespinst verwebt oder verklebt. Ebenfalls im Opisthosoma befindet sich das dorsale Herz der Spinne.

### Sinnesorgane

Anordnung der Spinnenaugen in zwei Reihen mit Lagebezeichnungen

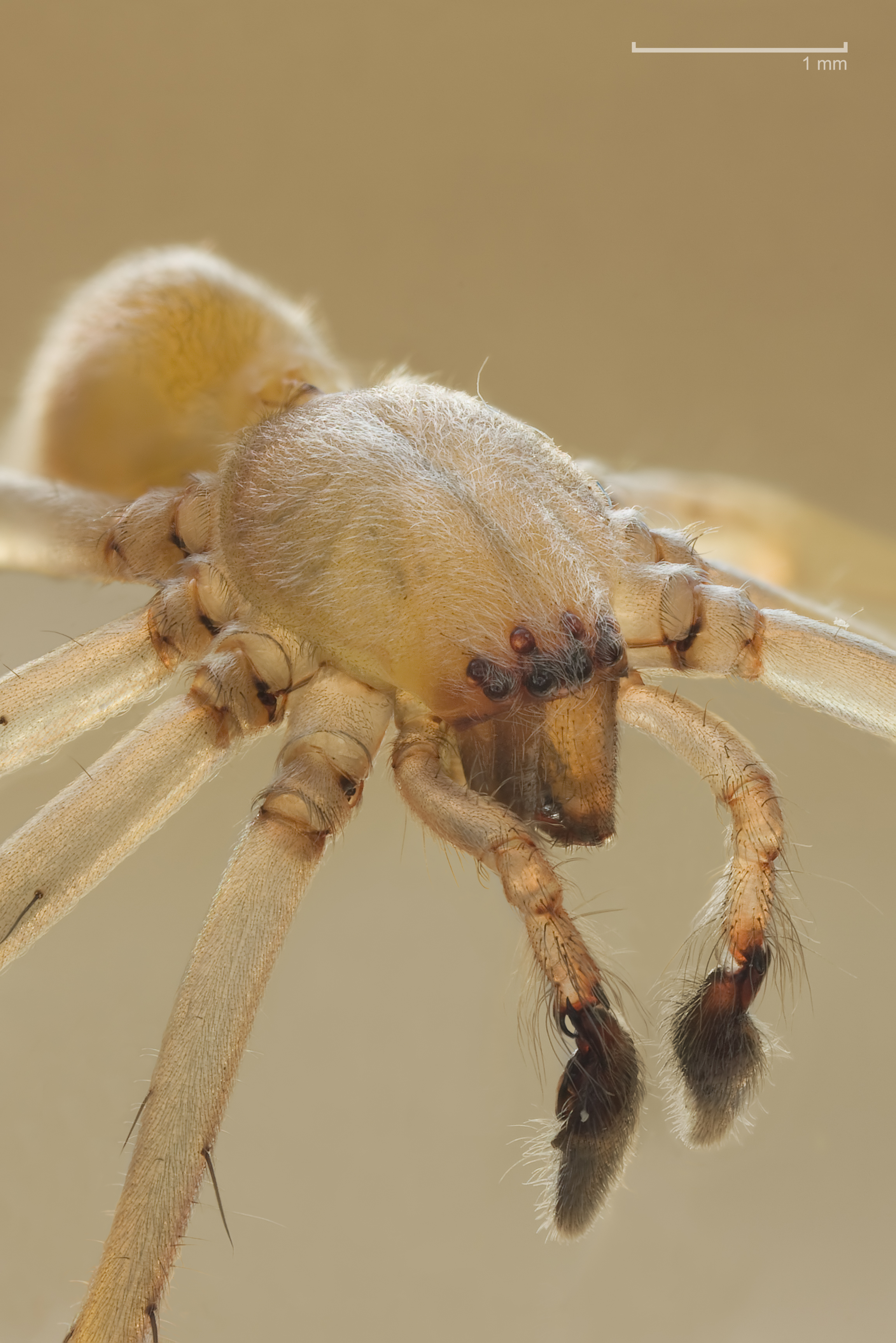
Mildes Dornfingerspinne (Cheiracanthium mildei): Kopf und Vorderkörper mit den Punktaugen, Pedipalpus und Kieferklauen

Das Nervensystem besteht aus dem Gehirn und einer Brustganglienmasse.
Hinter dem Stirnrand stehen acht (seltener sechs) Punktaugen in einer nach den Gattungen und Arten verschiedenen Anordnung.
Die Hauptaugen (das Paar der vorderen Mittelaugen, VMA) mit starrem Glaskörper befinden sich auf der Oberseite des Prosoma. Die Netzhaut der vorderen Mittelaugen ist durch einen bis sechs Muskeln seitlich verschiebbar, so dass das Gesichtsfeld erweitert wird. Eine Akkommodation findet nicht statt. Die VMA sind relativ gleichförmig gebaut. Sie verfügen wie etwa bei den Trichterspinnen über nur wenige bis hin zu vielen Sehzellen bei Springspinnen und Krabbenspinnen. Den sechsäugigen Spinnen (Dysderidae, Sicariidae, Oonopidae) fehlen die VMA.
Die drei Paar kleineren Nebenaugen – vordere Seitenaugen (VSA), hintere Seitenaugen (HSA) und hintere Mittelaugen (HMA) – sind wie bei den Säugetieren inverse Augen, die über ein Tapetum verfügen und daher das Licht reflektieren. Der Aufbau der Augen variiert bei den Familien. Springspinnen und Luchsspinnen haben kein Tapetum. Die Anatomie der Nebenaugen wurde daher auch von Homann zur systematischen Unterscheidung herangezogen.
Spinnen haben durch die Augenanordnung ein weites Gesichtsfeld. Trotzdem sind nur wenige Familien wie zum Beispiel die Springspinnen zum Formensehen befähigt. Wahrscheinlich können sie farbig sehen, und Ultraviolett-Rezeptoren sind, wie bei anderen Gliederfüßern auch, vorhanden.
Zu den Sinnesorganen gehört das lyriforme Organ zur Erkennung von Vibrationen. Lyriforme Organe finden sich vor allem an den Spinnenbeinen. Sie bestehen aus mehreren parallelen, unterschiedlich langen Spalten in der Exokutikula und sind meist in Gelenknähe platziert. Jeder Spalt endet in einer zylindrischen Vertiefung, dem Kopplungszylinder, über den mittels eines Dendriten eine Sinneszelle gekoppelt wird. Spinnen können über ihre lyriformen Organe Netz- und Bodenvibrationen wahrnehmen, und sie dienen wenigstens bei einigen Arten als Propriorezeptoren und somit der Orientierung.
Obwohl mit den lyraformen Organen auch Schall wahrgenommen wird, sind die Becherhaare (Trichobothrien) für die akustische Wahrnehmung wichtiger. Das Frequenzoptimum liegt bei 300 bis 700 Hz, bei Luftschwingungen zwischen 100 und 2500 Hz. Die Vibrationen oder Schallkräfte verengen die Spalten und lösen so einen Reiz auf die Dendritenspitze aus. Schallwellen versetzen die Becherhaare in Schwingung, die auf dendritische Endigungen übertragen werden. Die Bewegungen des Haares werden mit Sinneszellen wahrgenommen, die auf drei verschiedene Auslenkungsrichtungen ansprechen. Spinnen verwenden Vibrationen als Signale in der Partnerwahl, um zwischen Eltern und Nachwuchs zu kommunizieren, um mit Gruppenmitgliedern zu kommunizieren und in der Feindabwehr.

### Verdauung, Atmung und Kreislauf
Wie alle Spinnentieren haben die Webspinnen keine kauenden Kiefer, deswegen müssen sie ihre Nahrung vor dem Mund verdauen. Sie spritzen Verdauungssaft in die Beute und saugen sie aus. Dazu ist der Vorderdarm als muskelreiche Saugpumpe ausgebildet. Der Darmkanal läuft relativ geradlinig vom Mund zum After. Er ist in die Speiseröhre, den Magen mit fünf Paar Blindschläuchen und den Darm untergliedert. In den Darm münden die Lebergänge und zwei verästelte Harnkanäle. Der Lebersaft wirkt ähnlich dem der Bauchspeicheldrüse der Wirbeltiere.
Gliederspinnen, Vogelspinnenartige und einige basale Echte Webspinnen besitzen als Atmungsorgane zwei Paar sogenannter Buchlungen auf der Bauchseite (Ventralseite) des Hinterleibs, im zweiten und dritten Hinterleibssegment. Das vordere Paar versorgt das Prosoma, das hintere den Hinterleib mit Sauerstoff. Buchlungen funktionieren über den Gasaustausch der Luft mit der Haemolymphe. In dieser ist der blau gefärbte Blutfarbstoff Hämocyanin gelöst, der den Sauerstoff von den Buchlungen zu den Organen bringt. Da Spinnen ein offenes Blutgefäßsystem besitzen, ist der Transport aber nicht sehr effektiv und erschöpft sich bei hohem Bedarf, etwa bei schnellen Bewegungen, rasch. Bei vielen Spinnenfamilien hat sich daher das hintere Buchlungen-Paar im Verlauf der Evolution zu mit Luft gefüllten röhrenförmigen Tracheen umgebildet. Die Öffnungen (Stigmen) der Tracheen liegen nur bei den Haplogynae in der ursprünglichen Position, bei den Entelegynae sind sie an die Spitze des Hinterleibs verschoben. Dies liegt daran, dass sich die Bauchseite des dritten Segments bei den Höheren Spinnen verlängert hat, damit die Spinnwarzen am Hinterleibende (anstelle ihrer ursprünglichen Position im vierten und fünften Segment auf der Bauchseite) liegen. Bei dieser Streckung wurden die Stigmen mit verschoben. Bei den Entelegynae ist meist nur noch ein, unpaares, Stigma ausgebildet. Bei ihnen gehen vom Stigma vier Tracheenstämme aus, die nach vorn ziehen. In einigen Spinnenfamilien (zum Beispiel den Baldachinspinnen, Krabbenspinnen und Springspinnen) durchziehen die Tracheen, durch den Petiolus hindurch, auch das Prosoma, bei einigen wie den Kräuselradnetzspinnen sogar bis in die Beine. Der Bau der Tracheen ist sehr ähnlich zu demjenigen der Insekten: die Tracheen sind innen von einer Kutikula ausgekleidet und durch stabilisierende ringförmige Verstärkungen (Taenidien) versteift. Das Atmungssystem ist in einzelnen Familien weiter abgewandelt, manchmal sind beispielsweise auch die ersten Buchlungen zu Tracheen umgebildet, bei anderen das Tracheensystem wieder rückgebildet.
Das Herz ist ein pulsierendes, im Hinterleib gelegenes Rückengefäß (Arterie). Es besitzt seitliche Spaltöffnungen (Ostien), welche dem Eintritt des Blutes dienen. Bei Kontraktion des Herzens wird das Blut in die Arterie gepresst, während sich die seitlichen Spaltöffnungen wie Ventile schließen. Das Blut fließt durch Arterien zu den Gliedmaßen und zum Kopf, umspült zurückkehrend die Lungensäckchen und tritt durch die seitlichen Spaltöffnungen in das Rückengefäß zurück. Es handelt sich also um einen offenen Blutkreislauf.

## Lebenszyklus

### Fortpflanzung und Entwicklung

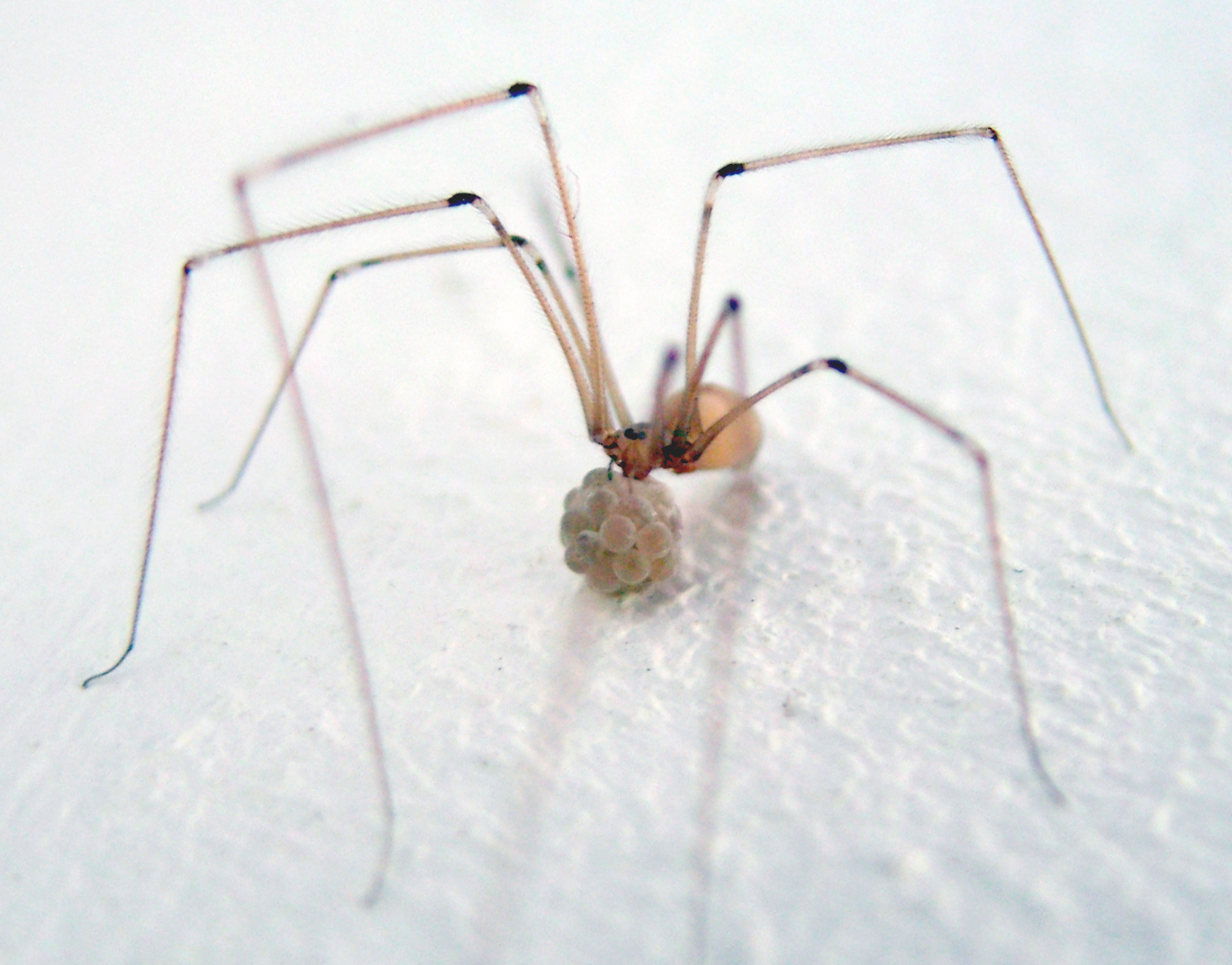
Zitterspinne (Pholcus sp.) mit Eikokon

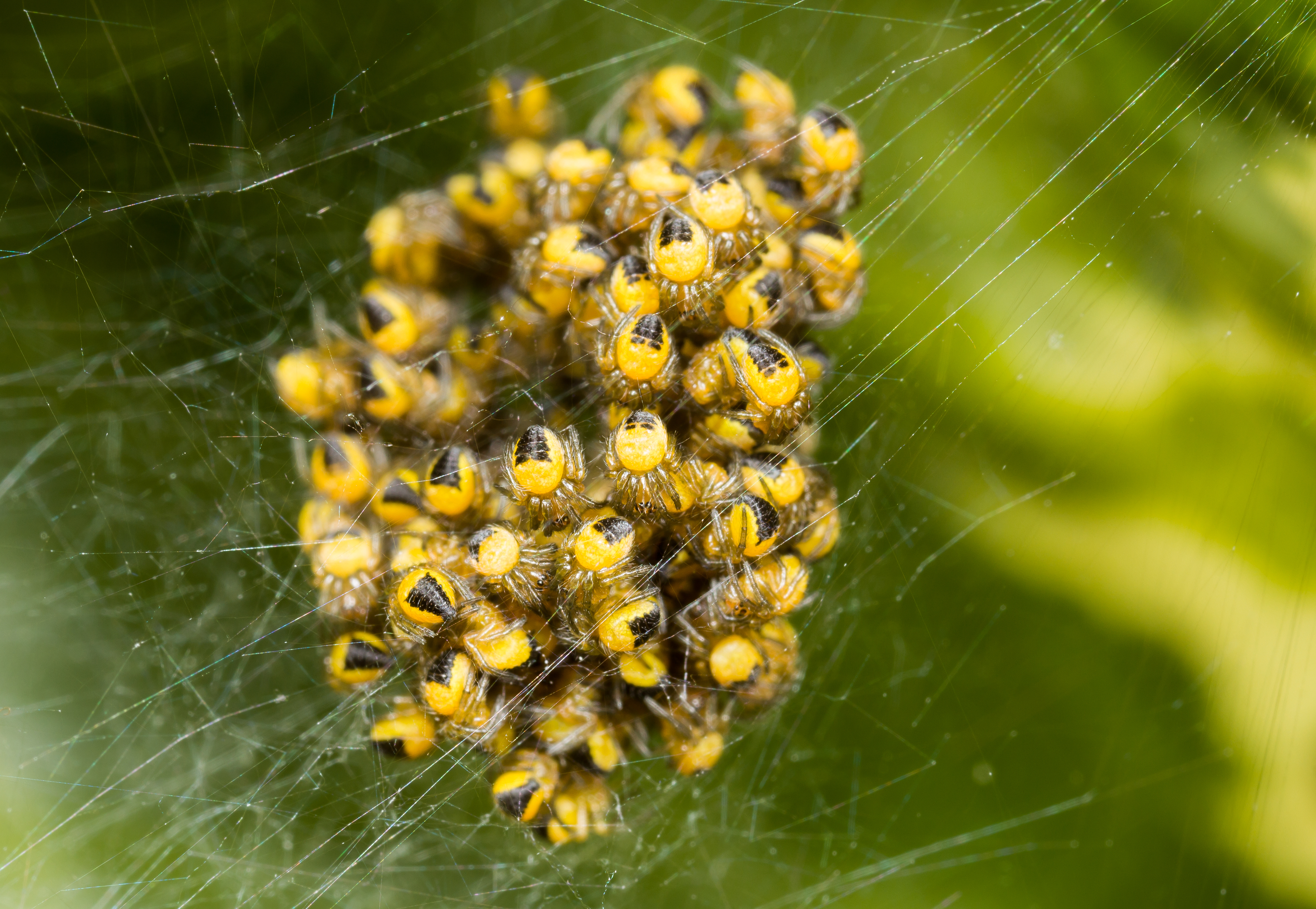
Nest mit geschlüpften Jungtieren der Gartenkreuzspinne

Die Männchen sind meist kleiner als die Weibchen und oft an äußeren Merkmalen zu erkennen. Ihr dünner Hinterleib besitzt paarige Hodenschläuche, aber keine Penisstruktur. Die Übertragung der Spermien auf das Weibchen übernehmen als sekundäre Begattungsorgane die Kiefertaster. Deren verdicktes Endglied (Bulbus) ist dazu löffelförmig ausgehöhlt und enthält einen spiralig gebogenen Faden nebst hervorstreckbaren Anhängen. Um den Bulbus mit Spermien zu füllen, spinnt das Männchden ein kleines, dichtes Netz, auf das es einen Spermatropfen ablässt. Dieser wird in die Bulben aufgesaugt. Zur Begattung führt das Männchen den Bulbus in die weibliche Geschlechtsöffnung ein. Weibchen speichern das Sperma bis zur Eiablage in Samentaschen (Receptacula seminis). Erst bei der Eiablage werden die austretenden Eier besamt und schließlich von den Spermien befruchtet. Die Weibchen besitzen paarige oder unpaare Eierstöcke, deren Eileiter meist gemeinschaftlich am Anfang des Hinterleibs ausmünden. Das Verhalten des männlichen Tieres ist für eine erfolgreiche Begattung wichtig: Wenn es das artspezifische Ritual nicht einhält, kann es vom Weibchen nicht als Geschlechtspartner erkannt werden und wird nicht selten Opfer desselben (Kannibalismus).
Alle Webspinnen legen Eier. Die Entwicklung im Ei ist insofern interessant, als der Embryo anfangs seinen Hinterleib deutlich in zehn bis zwölf Segmente mit Beinanlagen gliedert. Im weiteren Verlauf verschwindet die Gliederung. Lediglich die Gliederspinnen behalten zeitlebens einen äußerlich segmentierten Hinterleib. Die Mütter tragen die Jungen häufig bis zu ihrem Schlüpfen in einem Eikokon mit sich herum. Die Jungen bleiben bis nach der ersten Häutung im Gespinst der Eihüllen. Spinnen erfahren keine Metamorphose; sie haben also meist schon die Form der ausgewachsenen Tiere.
Junge Webspinnen verschiedener Arten erzeugen im Herbst lange Fäden (Altweibersommer), mittels derer sie sich hoch in die Luft erheben, um sich an andere Orte tragen zu lassen (Spinnenflug).
Die Weibchen einiger Arten sind mehrjährig fortpflanzungsfähig. Manche können monatelang ohne Nahrung auskommen.

### Wachstum und Häutung
Wie bei allen Gliederfüßern ist Körperwachstum wegen des festen Außenskeletts (Exoskelett) nur in sehr beschränkt möglich. Bei Webspinnen kann sich das weichhäutige Abdomen ausdehnen. Extremitäten und Prosoma jedoch sind von einer harten Exocuticula umgeben, so dass sie nur durch eine Häutung wachsen können. Die Anzahl der bis zur Reife benötigten Häutungen ist abhängig von der Größe der Spinnen; kleinere Arten benötigen nur fünf, größere bis zu zehn Häutungen. Die Weibchen von Vogelspinnenartigen und von Gliederspinnen häuten sich auch noch nach der Geschlechtsreife in regelmäßigen Abständen, geschlechtsreife Männchen jedoch nur in Ausnahmefällen.
In den frühen Nymphenstadien ist die Zeit zwischen den Häutungen sehr kurz. Die Frequenz der Häutungen nimmt mit zunehmendem Alter ab und ist vom Nahrungsangebot (Schnelligkeit des Wachstums) abhängig. Tegenaria-Arten zum Beispiel verdoppeln etwa ihr Gewicht zwischen jeder Häutung.
Zur Häutung zieht sich die Spinne in einen Schlupfwinkel zurück und verzichtet auf Nahrung. Die Beine werden dunkler, und das zurückweichende Abdomen lässt den Petiolus sichtbar werden. Die neue Cuticula liegt dabei schon eingefaltet unter der alten. Haar und Borsten können komplett oder teilweise mit erneuert werden. Die meisten netzbauenden Spinnen lassen sich zur Häutung mit den Hinterbeinen am Häutungsfaden herunterhängen. Vogelspinnen legen sich auf den Rücken.
In der ersten Phase klappt der Rückenschild wie ein Deckel ab. Hierbei beschleunigt sich der Herzschlag, und Hämolymphe wird durch das Herz, aber auch durch Kontraktionen der dorso-ventralen Hinterleibsmuskeln, in den Vorderkörper gepumpt, bis das Gewicht desselben sich verdoppelt hat und der Druck auf 200 mbar (150 mmHg) gestiegen ist. Zwar widersteht die Cuticula dem Fünffachen dieses Drucks, aber das Exoskelett wurde bereits durch den Abbau von innen geschwächt. Der Hinterleib schrumpft mit der alten Hülle dabei erheblich und sieht runzlig aus. Schließlich platzt die alte Hülle des Vorderkörpers an den seitlichen Rändern auf.
Danach wird der Hinterleib befreit. Die Risse des abgeplatzten Rückenpanzers erreichen auch den Hinterleib. Der Hinterleib kontrahiert sich wellenförmig und wird herausgezogen. Kurz zuvor heften die Spinnwarzen einen weiteren Faden an die alte Hülle an, so dass sich die Spinne aus der alten Haut abseilen kann.
Gleichzeitig mit dem Abseilen aus der alten Haut werden die Extremitäten herausgezogen. Dies ist der schwierigste Teil des Vorgangs, und hier können die schwerwiegendsten Komplikationen auftreten. Kann die Spinne ihre Beine nicht aus der Exuvie ziehen, stirbt sie. Nützlich ist dabei, dass die neue Cuticula noch nicht ausgehärtet ist und damit leichter durch Engstellen wie Tibia gleitet (besonders wichtig bei den männlichen Bulben, den Palpentarsi). Steigender Hämolymphdruck kann auch ein Ausquellen hervorrufen. Nach unten gerichtete Borsten verhindern ein Zurückgleiten der Beine. Bereits gehäutete Beine bilden ein Widerlager, um die restlichen Beine mit sehr großer Kraftanstrengung aus der alten Hülle zu ziehen. Die Reihenfolge kann artspezifisch sein.
Zum Schluss hängt eine frische Spinne schlaff an der alten Haut. Daraufhin beginnt sie mit einer Gymnastik, um während der Aushärtung die Gelenke beweglich zu halten. Der Häutungsvorgang kann von zehn Minuten bei kleinen Spinnen bis zu mehreren Stunden bei Vogelspinnen dauern. Nach der Gymnastik folgt häufig eine Körperreinigung, bei der die Laufbeine und Palpen durch die Cheliceren und die Mundöffnung gezogen und aneinander gerieben werden.
Die Regenerationsfähigkeit ist enorm; verlorene Gliedmaßen können bei Häutungen ersetzt werden.

## Lebensweise der Webspinnen

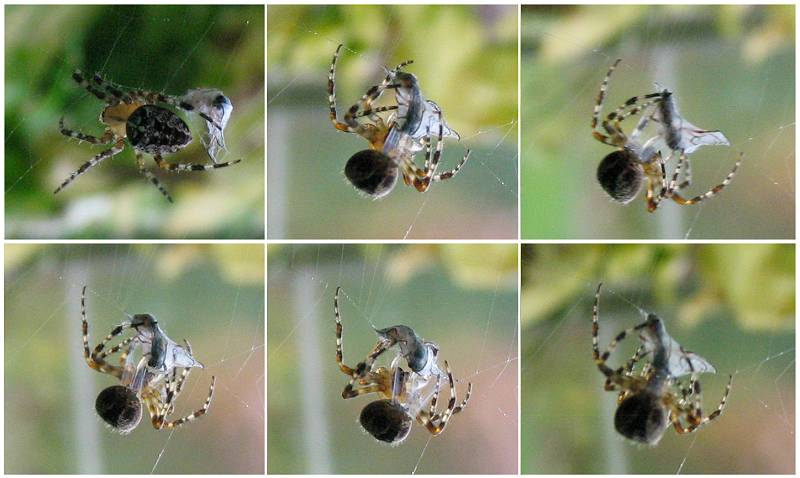
Eine Kreuzspinne spinnt ihre Beute ein.

Webspinnen leben zumeist räuberisch und ernähren sich überwiegend von erbeuteten Gliedertieren, besonders Insekten, die sie aussaugen. Hierzu werden die Beutetiere zunächst mit einem enzymhaltigen Verdauungssaft aufgelöst, welchen die Spinne in ihr mit den Kieferklauen getötetes Opfer einbringt (siehe extraintestinale Verdauung). Viele Arten bauen Netze, um ihre Beute zu fangen.
Neben der aktiven Jagd gibt es Ausnahmen in der Ernährungsweise. Nahezu alle Spinnen fressen frisch getötete Tiere und sind somit auch Aasfresser. Außerdem gibt es Hinweise darauf, dass ein nicht unbeträchtlicher Teil der Nahrung von Webspinnen aus Pollen besteht, der mit altem Netzmaterial aufgenommen wird. Einen Sonderfall bildet die Springspinne Bagheera kiplingi, die sich fast ausschließlich pflanzlich von Belt’schen Körperchen einiger Akazien ernährt; dies sind spezielle Futterkörperchen direkt an den Blättchen, die diese Akazien für die beherbergten Ameisen insbesondere als Lock- und Nahrungsmittel ausbilden.
Die Gespinste der Webspinnen differieren je nach Gattung und Art im Aussehen. Oft halten sich die Tiere in der Nähe der Netze in röhren- oder trichterartigen Verstecken auf. Daneben gibt es auch viele Arten, die vagabundieren und ihre Beute im Lauf oder Sprung überwältigen.
Fast alle Webspinnen sind Landtiere. Sie sind über den ganzen Erdkreis verbreitet, doch finden sich in den heißeren Zonen die meisten und größten Arten. Die einzige Spinnenart, welche im Wasser lebt, ist die Wasserspinne (Argyroneta aquatica). Allerdings gibt es eine Reihe von Arten, die auf der Wasseroberfläche jagen.

## Feinde

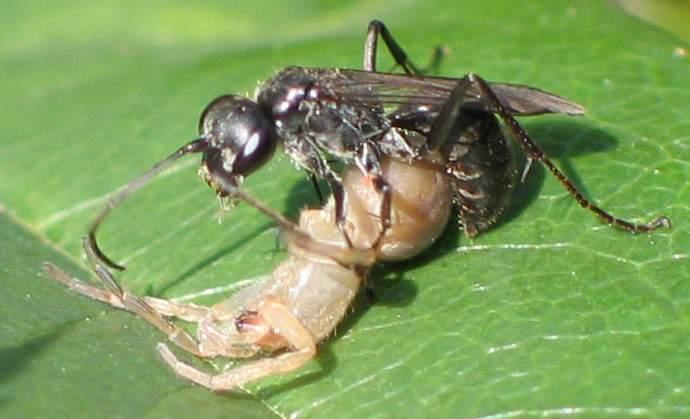
Wegwespe mit erbeuteter Spinne

Als Fressfeinde von Spinnen spielen unter den Wirbeltieren vor allem Vögel eine wichtige Rolle. Amphibien, Reptilien (Geckos, Leguane, Salamander etc.) und Fledermäuse erbeuten seltener Spinnen.
Weitere wichtige Fressfeinde sind andere Spinnen, so z. B. die Mimetidae, die sich ausschließlich von Spinnen ernähren. Manche Insekten wie zum Beispiel einige tropische Libellen und verschiedene Ameisen fressen Spinnen. Alle Wegwespen (Pompilidae) und einige Grabwespen fangen Spinnen für ihren Nachwuchs. Sie erbeuten eine Spinne, die sie mit ihrem Giftstachel betäuben, und bringen sie dann in ihr Nest ein, wo die Wespenlarve die Spinne auffrisst. Einige Schlupfwespen legen ihre Eier in lebende, häufig vorher betäubte Spinnenkörper, die sich entwickelnden Larven leben dann als Parasitoide in diesen Wirten. Auch die Kugelfliegen entwickeln sich auf diese Weise in Spinnen. Hinzu kommen verschiedene Parasiten wie etwa Fadenwürmer und Milben.

## Systematik und Evolution der Webspinnen
Die weltweit über 52.637 bisher beschriebenen Arten verteilen sich auf 4.417 Gattungen in 134 Familien (Stand: Januar 2025). In Mitteleuropa sind 43 Familien der Echten Webspinnen und eine Familie der Vogelspinnenartigen, nämlich drei Arten der Tapezierspinnen (Atypidae), heimisch.
|                     | Anzahl Familien | Anzahl Arten |
| ------------------- | --------------- | ------------ |
| Belgien             | 38              | 701          |
| Niederlande         | 40              | 621          |
| Deutschland         | 38              | 1004         |
| Schweiz             | 41              | 945          |
| Österreich          | 40              | 984          |
| Tschechien          | 38              | 841          |
| Schweden            | 38              | 906          |
| Polen               | 37              | 792          |
| Mitteleuropa gesamt | 43              | 1313         |
| Weltweit            | 134             | 52.637       |

Die systematische Einteilung erfolgt unter anderem aufgrund der Form und Größe der Spinndrüsen, der Anordnung der Augen, des Baus der Cheliceren und der Pedipalpen sowie des Vorhandenseins eines Cribellums; in neuerer Zeit aber immer häufiger aufgrund genetischer Analysen. Auf diese Weise ergeben sich drei als Unterordnungen eingestufte Gruppen:
| Opisthothelae | \| \| Vogelspinnenartige (Mygalomorphae, ca. 2500 Arten) \| \| \| \| \| \| Echte Webspinnen (Araneomorphae, ca. 36.000 Arten) \| \| \| \| |
|               | \| \| Vogelspinnenartige (Mygalomorphae, ca. 2500 Arten) \| \| \| \| \| \| Echte Webspinnen (Araneomorphae, ca. 36.000 Arten) \| \| \| \| |
|               | Gliederspinnen (Mesothelae ca. 137 Arten)                                                                                                 |
|               | |
|               | Vogelspinnenartige (Mygalomorphae, ca. 2500 Arten)                                                                                        |
|               | |
|               | Echte Webspinnen (Araneomorphae, ca. 36.000 Arten)                                                                                        |
|               | |

|  | Vogelspinnenartige (Mygalomorphae, ca. 2500 Arten) |
|  |                                                    |
|  | Echte Webspinnen (Araneomorphae, ca. 36.000 Arten) |
|  |                                                    |

Die Gliederspinnen weisen als einzige rezente Webspinnen eine deutliche Segmentierung auf, ein urtümliches (plesiomorphes) Merkmal, das auch bei anderen Cheliceraten verbreitet ist. Die äußerliche Segmentierung spiegelt sich bei den Gliederspinnen auch in der inneren Organisation wider. Die Abdominalmuskulatur verbindet die Segmente jeweils zwischen den Sterniten und Tergiten und die dorso-ventrale Muskulatur verläuft von Tergit zu Sternit. Das Herz ist ebenfalls segmental gegliedert. Die Gliederspinne Liphistius besitzt vier Paare aktive Spinnwarzen, die sich aus den Segmenten zehn und elf (je Segment zwei Paar) auf der Ventralseite (Bauchseite) aus Extremitätenanlagen bilden; bei allen anderen Spinnen sind eine oder zwei Spinnwarzenpaare sekundär reduziert worden. Das vierte, innere Paar am zehnten Segment ist auch bei Liphistius funktionslos.
Die Segmentierung lässt sich bei den Vogelspinnenartigen und bei den Echten Webspinnen nur noch ansatzweise erkennen, zum Beispiel an Sterniten, Reliefierung und Musterung des Hinterleibes. Bei diesen Unterordnungen verschmolzen die sechs Extremitäten tragenden Segmente zum Prosoma (Vorderkörper); das siebte wurde zum Petiolus. Das sackförmige Opisthosoma (Hinterleib) der Webspinnen bildete sich aus den übrigen Segmenten, wie anhand ihrer Embryonalentwicklung zu sehen ist. Das zweite Segment trägt die Epigastralfurche (Geschlechtsöffnung). Zwischen dem zweiten und dritten Sternit befinden sich die Atemöffnungen zur Buchlunge.

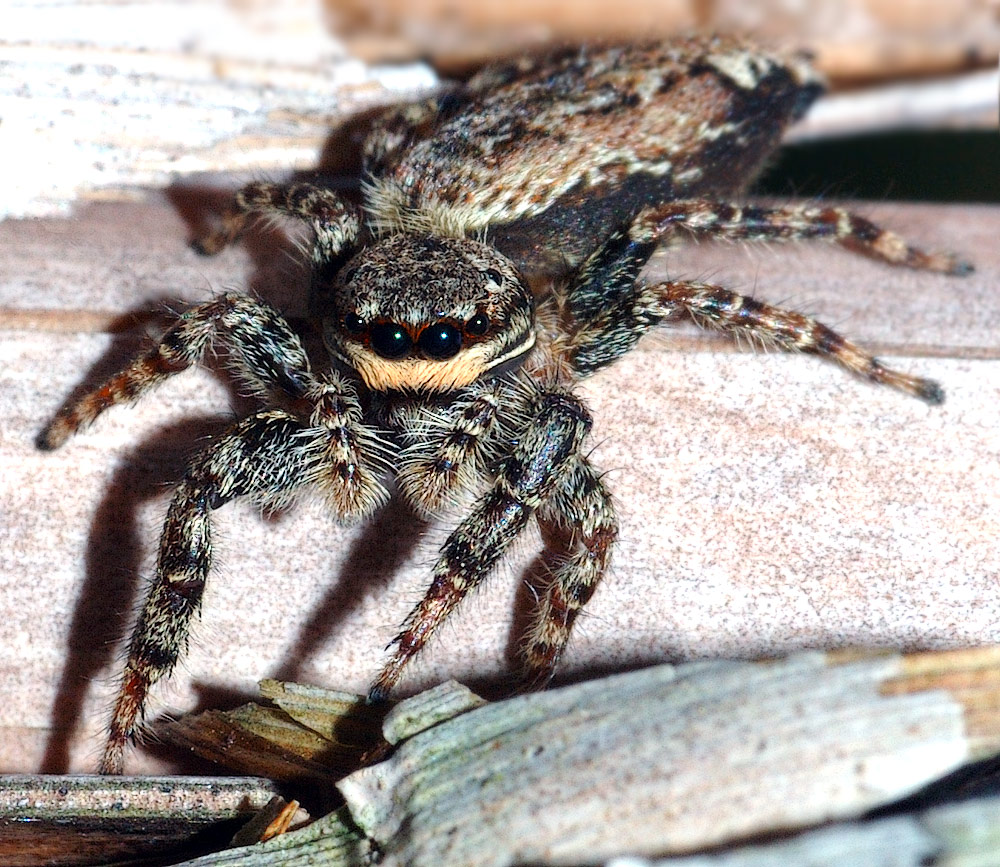
Die Rindenspringspinne Marpissa muscosa ist ein Vertreter moderner Spinnen.

Durch eine starke Streckung des dritten Sternits und eine Verkürzung der Tergite 13 bis 17 wanderten die Spinnwarzen nach hinten, wo sie heute bei den Mygalomorphen und Araneomorphen direkt unter der Kloake liegen. Zwischen dem dritten und vierten Sternit liegt direkt vor den Spinnwarzen, zusätzlich zu der nach außen gewanderten Atemöffnung der Buchlunge zwischen dem zweiten und dritten Hinterleibsternit, eine weitere Atemöffnung zum Röhren-Tracheensystem. Die Geschlechtsöffnung wanderte ebenso an eine günstigere Stelle auf der Bauchseite nach hinten. Beide Unterordnungen verfügen über ein Endoskelett, an dem die Saugmagenmuskulatur ansetzt.
Die Mygalomorphae besitzen meist zwei Paar Spinnwarzen. Bei Angehörigen der Tapezierspinnen (Atypidae) sind drei Paar Spinnwarzen nur im Juvenilstadium aktiv, bei adulten Tieren bleibt das dritte Paar passiv. Bei anderen Vogelspinnenartigen sind nur noch die zwei Paare des elften Segmentes vorhanden. Die Echten Webspinnen besitzen in der Regel drei Paar Spinnwarzen. Das vierte Paar bildet sich bei ihnen teilweise zu weiteren Organen um. Bei den cribellaten Spinnen bildete sich dieses Paar zum Cribellum, auf denen die Spinnspulen im Ruhezustand eingeklappt sitzen. Entgegen der traditionellen Auffassung nimmt man heute in der Regel an, dass das Cribellum ein plesiomorphes Stamm-Merkmal ist und vielfach unabhängig voneinander verloren ging. Das homologe Organ bei einigen Ecribellaten ist der Colulus (ein Hügel mit unklarer Funktion, vermutlich funktionslos); bei anderen Ecribellaten fehlt dieses vierte Paar vollständig.
Ferner unterscheiden sich die Vogelspinnenartigen durch die Stellung der Kieferklauen; wegen dieser auffälligen Unterscheidung war dies früher namensgebend für die Unterordnungen. Bei den Echten Webspinnen arbeiten sie gegeneinander, quer zur Körperlängsachse. Im Gegensatz dazu klappen die Klauen der kräftigeren Cheliceren der Vogelspinnenartigen entlang der Körperlängsachse wie ein Taschenmesser auf das Kieferklauengrundglied.

## Fossile Überlieferung

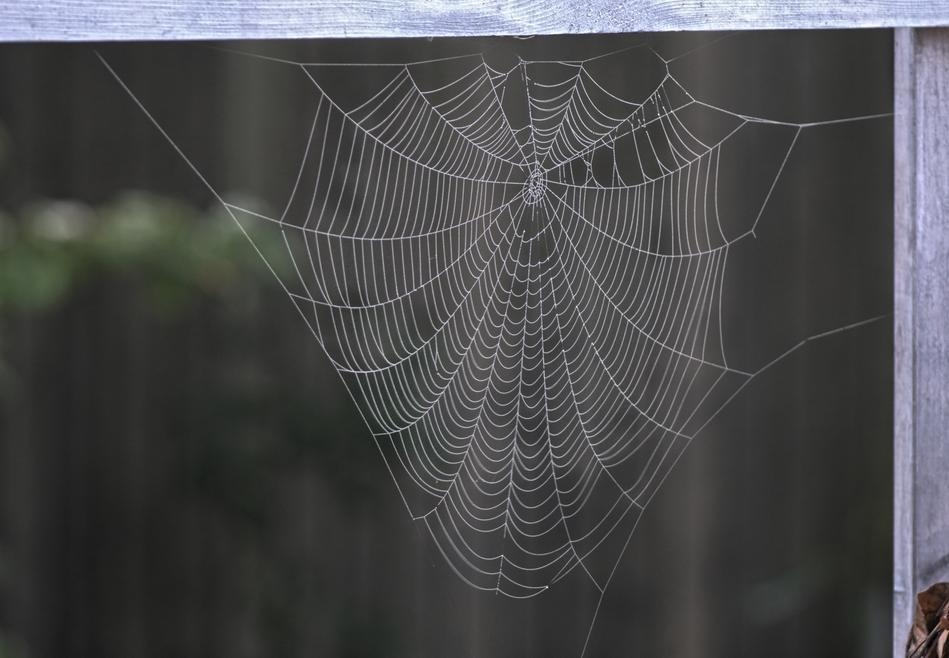
Spinnennetz

Die ältesten Fossilien von Araneae stammen aus dem Karbon. Sie weisen wie die rezenten Mesothelae eine deutlich erkennbare opisthosomale Segmentierung auf. Devonische, spinnenähnliche Fossilien, als Attercopus fimbriunguis beschrieben, werden nicht mehr als zu den eigentlichen Webspinnen gehörig betrachtet, sie werden heute in eigene Ordnung Uraraneida gestellt, die Wurzel- oder Schwestergruppe zu den eigentlichen Webspinnen sein könnte. Die Uraraneida besaßen bereits Spinnvermögen, aber noch keine Spinnwarzen. Ebenso wie die heutigen Mesothelae besaßen sie keine Giftdrüse an den Chelicerenklauen. Den moderneren Unterordnungen Mygalomorphae und Araneomorphae sicher zuzuordnende Fossilien stammen erst aus dem Mesozoikum. Die Radiation der Spinnen scheint mit einer gewissen Verzögerung derjenigen der Insekten, ihrer wichtigsten Beutegruppe, zu folgen. Die Spinnenfossilien der Trias, z. B. aus Südafrika und Nordamerika (Virginia), sind überwiegend bereits modernen Familien zuzuordnen. Am Ende der Kreide sind fast alle modernen Familien fossil nachgewiesen, rezente Formen weisen ihnen gegenüber kaum noch irgendwelche Veränderungen auf. Die meisten und aussagekräftigsten fossilen Spinnen liegen als Einschlüsse in Bernstein vor. Neben dem bekannten baltischen Bernstein sind ältere Lagerstätten bedeutsam, so konnte z. B. die bisher nur wenig fossil dokumentierte Familie Linyphiidae durch Funde in libanesischem Bernstein auf die Kreide zurückdatiert werden. Die Ursprünge der artenreichsten Familie, der Springspinnen, sind nach molekularbiologischen Analysen ebenfalls in die Kreide zu datieren, auch wenn hier noch keine Fossilien vorliegen.

## Spinnen und Menschen

### Spinnen als Ekeltier, Delikatesse oder Gottheit
Viele Menschen aus westlichen Industrieländern haben eine irrationale Abneigung gegen diese Tiergruppe, obwohl dort, mit Ausnahme von Australien, kaum Spinnen vorkommen, deren Biss für den Menschen gefährlich ist. Unter den rund 40.000 Arten sind weniger als ein Dutzend Arten für den Menschen gefährlich, wobei diese „Gefährlichkeit“ nur in den seltensten Fällen ernsthafte Folgen hat.
Von bloßem Unbehagen abzugrenzen ist eine krankhaft veranlagte Arachnophobie (ICD-10 F40.2), die zu den häufigsten Phobien zählt und für die es unterschiedliche Behandlungsmöglichkeiten gibt. Im Bereich der Angststörungen ist Spinnenangst die häufigste psychische Störung, sodass sie besser erforscht ist als seltenere Störungen. Frauen sind fünfmal häufiger betroffen als Männer.
Hingegen werden sie in anderen Gesellschaften, obwohl in deren Umwelt häufig gefährliche Spinnen vorkommen, toleriert, als Delikatesse verspeist oder gar als Gottheit verehrt.
In vielen Kulturen Asiens werden Spinnen in der Nähe des Menschen toleriert, da sie nützliche Insektenvertilger sind.
In Kambodscha werden in manchen Gegenden Vogelspinnen gesammelt und nach dem Entfernen der Kieferklauen frittiert. So zubereitet, gelten gebratene Spinne am Straßenrand oder auf Märkten als Leckerbissen und Snack.
In Westafrika wird die Spinne Anansi als hohe Gottheit verehrt. Anansi gilt hier als Urheber des Wissens und der Klugheit, Erfinder des Ackerbaus, Regen- und Wettergott.
In Japan gibt es die Sage um die Riesenspinne Tsuchigumo, in Nauru die der Riesenspinne Areop-Enap.

### Gefährliche Spinnen
Unterschieden werden muss zwischen neuronal wirkenden (Neurotoxinen) und nekrotisch, also zellzersetzend wirkenden Giften. Dabei dienen die meisten Gifte der Spinnen nicht zum Töten, sondern zum Betäuben, um die Beute lebend als Vorrat zu konservieren. Erst der Verzehr oder ein Tötungsbiss tötet die Beute.
Das Gift der in Amerika und Afrika beheimateten Loxosceles-Arten wirkt zusätzlich hämolytisch. Die im Süden der USA heimische Braune Einsiedlerspinne (Loxosceles reclusa) ist bekannt für das charakteristische Absterben der Haut um die Bissstelle, was in seltenen Fällen zu einer lebensgefährlichen Sepsis führen kann (allerdings erst nach einigen Tagen). Noch deutlich gefährlicher ist die Chilenische Winkelspinne (Loxosceles laeta), eine in Südamerika, besonders Chile, weit verbreitete Verwandte, die vornehmlich in menschlichen Wohn- und Schlafräumen vorkommt. Ihre Bisse verursachen ähnliche Symptome und führen immer wieder zu Todesfällen.
Nur wenige in Mitteleuropa beheimatete Spinnen sind aufgrund ihrer Größe überhaupt in der Lage, die menschliche Haut zu durchdringen. Die durch die Öffnung der Cheliceren injizierte Dosis an Gift ist minimal, auch wenn die Gifte hochwirksam sind. Insgesamt ist die Wahrscheinlichkeit, von einer Spinne gebissen zu werden, verschwindend gering, denn Spinnen ergreifen zunächst die Flucht oder stellen sich tot (Schreckstarre).
Die einzige auch im deutschsprachigen Raum heimische, obschon hier nur regional anzutreffende Spinnenart, deren Biss eine gewisse medizinische Relevanz hat, ist der Ammen-Dornfinger (Cheiracanthium punctorium). Sein Biss ist in erster Linie recht schmerzhaft. In seltenen Fällen wurde von Übelkeit, Kopfschmerzen und Erbrechen berichtet, seltener auch von Fieber und Schüttelfrost. Die Symptome klingen nach etwa drei Tagen ab. Die Bissstelle kann aber noch längere Zeit geschwollen oder gerötet sein. Die in Amerika gefürchtete und dort eingeschleppte Feldwinkelspinne (Tegenaria agrestis) bringt es immerhin auf leichte lokale Symptome wie Taubheitsgefühl, die nach kurzer Zeit wieder verschwinden – einzig im Falle einer Allergie gegen das Gift kann ein Biss mit weiteren Komplikationen einhergehen. Die Feldwinkelspinne ist auch in Mitteleuropa verbreitet, wo sich ihr Lebensraum allerdings überwiegend auf die freie und von Menschen eher gering frequentierte Natur beschränkt; innerhalb von Häusern ist sie nur selten anzutreffen, dies nicht zuletzt, da sie dort in direkter Konkurrenz stünde mit den in Nordamerika wiederum fehlenden, in Mitteleuropa jedoch häufigen und relativ größeren, für den Menschen aber allesamt harmlosen, weiteren Arten der Gattung Tegenaria (so in etwa T. atrica, die Große Winkelspinne). Mit diesen Spinnen in Zusammenhang stehende Bissunfälle sind in Europa dementsprechend unbekannt.
Große Exemplare der Gartenkreuzspinne (Araneus diadematus) sind zu einem folgenlosen, manchmal schmerzhaften Zwicken in der Lage, das nur in größter Not angewendet wird und sehr selten ist. Ähnlich wirkt das Gift der Wasserspinne (Argyroneta aquatica), die allerdings aufgrund ihrer Lebensweise mit dem Menschen kaum in Berührung kommen wird. Ein europäischer Vertreter der Schwarzen Witwen ist die in den Mittelmeerländern vorkommende Latrodectus tredecimguttatus. Die auch irreführend und falsch „Malmignatte“ genannte Spinne baute ihr Netz früher oft unter Toilettendeckeln einfacher Latrinen aufgrund des hohen Insektenaufkommens, das sich dort einstellt; bei der Latrinenbenutzung kam es gelegentlich zu Giftbissen.
Einige Vertreter der Gattung Echte Witwen (Latrodectus) wie beispielsweise die in Nordamerika beheimatete Schwarze Witwe (L. mactans) oder die australische Rotrückenspinne (L. hasselti) besitzen starke Gifte, so dass ihr Biss für junge und kranke Menschen und besonders für Allergiker lebensgefährlich werden kann. Vom eigentlichen Biss einer Schwarzen Witwe ist zunächst nichts zu spüren, daher bleibt der Biss oft unbemerkt.
Bisse der in Australien in der Region um Sydney beheimateten Sydney-Trichternetzspinne (Atrax robustus) können tödlich verlaufen, wobei die Bisse von Männchen stärker wirken als die von Weibchen. Da diese Art ein ausgesprochener Kulturfolger ist und Männchen in der Paarungszeit auf Brautsuche in Wohngebieten und Häusern umherlaufen, kommt es häufig zu Begegnungen mit der Art. Da es ein gut wirkendes Gegengift gibt, wurden seit 1927 nur 13 Todesopfer gezählt.
Früher kam es bei der Einfuhr von Südfrüchten auch gelegentlich zu Bissunfällen durch Kammspinnen (Phoneutria spp.). Nachdem in den 1980er und 1990er Jahren kaum Einschleppereignisse dokumentiert werden konnten, sind diese zu Anfang des 21. Jahrhunderts wieder angestiegen. So wurde beispielsweise erst 2009 wieder eine mit einer Bananenkiste eingeschleppte Phoneutria boliviensis in Hessen entdeckt. Phoneutria keyserlingi und die Brasilianische Wanderspinne (Phoneutria nigriventer) aus der Familie der südamerikanischen Kammspinnen weisen starke Neurotoxine auf, die zu Todesfällen führen können. 
Entgegen der landläufigen Meinung geht von den gemeinhin gefürchteten Vogelspinnen keine Lebensgefahr aus. Nur wenige Gattungen wie z. B. Poecilotheria spp. sind in der Lage, eine für gesunde Menschen stärkere Vergiftung mit Schüttelfrost, Lähmungen und Krämpfen auszulösen.
Allergiker müssen sich allerdings auch vor harmloseren Spinnen in Acht nehmen, deren Bisswirkung oft mit einem Bienenstich verglichen wird, denn auch das schwächste Gift kann in seltenen Fällen eine Allergie auslösen mit der Gefahr eines anaphylaktischen Schocks. Der Schmerz, der alleine durch die mechanische Wirkung selbst bei einem Trockenbiss entsteht, ist allerdings nicht zu unterschätzen, da die Chelizerenklauen von großen Arten wie Theraphosa blondi eine Länge bis zu 2,5 cm erreichen können.
Eine andere Beeinträchtigung geht von den Arten der neuweltlichen Unterfamilien Theraphosinae und Aviculariinae aus. Diese besitzen staubfeine Brennhaare, die sie meist mit ihrem letzten Beinpaar in schnellen ruckartigen Bewegungen über ihren Hinterleib „bürstend“ abbrechen können, sodass diese einem Störenfried mit der Luftbewegung entgegen fliegen. Es gibt jedoch sechs verschiedene Typen dieser Haare und die meisten Arten der Gattung Avicularia haben vor allem besonders dicke Brennhaare (Ausnahme Avicularia versicolor (Bertani et al. 2003)), die sich nicht so leicht durch die Luft verbreiten, sodass die Spinne ihren Hinterleib dem Störenfried entgegenstreckt mit dem Ziel, ihn direkt mit Brennhaaren zu versehen. Eine weitere Ausnahme bildet die Gattung Ephebopus, die Brennhaare statt am Hinterleib an den Palpen besitzt. Diese Haare sind mit 0,1 bis 1 mm Länge (Marshall & Uetz 1990) sehr fein und mit Widerhaken besetzt, die sich ähnlich wie eine Harpune in weiches Gewebe bohren können. Sie verursachen rein mechanische Reizungen, sodass betroffene Stellen mehr oder weniger stark gerötet sind, anschwellen und stark jucken. Besonders gefährdet sind Augen und Schleimhäute. Wenn die Brennhaare in die Luftröhre gelangen, kann dies zu Atemproblemen führen.

### Gesetzliche Regelung
Das nordrhein-westfälische Gifttiergesetz reglementiert seit dem 1. Januar 2021 die Haltung von Webspinnen der Gattungen Atrax, Hadronyche und Illawara (Trichternetzspinnen), Latrodectus (Schwarze Witwen), Loxosceles (Einsiedlerspinnen), Sicarius und Hexophthalma (amerikanische und afrikanische Sechsaugenkrabbenspinnen), Phoneutria (Kammspinnen), Missulena (Mausspinnen) und aus der Familie der Echten Vogelspinnen (Theraphosidae) die Arten der Gattung Poecilotheria (Indische Ornamentvogelspinnen) einschließlich ihrer Unterarten und Kreuzungen.